# Edward Faulks, Baron Faulks

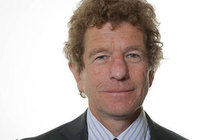
Edward Faulks, Baron Faulks, 2014

Edward Peter Lawless Faulks, Baron Faulks QC (* 19. August 1950), ist ein englischer Barrister, Kronanwalt und Life Peer.

## Jugend und Ausbildung
Faulks ist der Sohn von Peter Ronald Faulks MC and Pamela Faulks (geb. Lawless). Der Schriftsteller Sebastian Faulks ist sein jüngerer Bruder. Er studierte am Wellington College in Berkshire und Jesus College in Oxford, wo er mit dem MA abschloss. 1973 wurde er als Anwalt zugelassen.

## Karriere
Faulks wurde 1996 zum  Kronanwalt ernannt. Von 1996 bis 2000 war er Assistenzrecorder und ab 2000 Recorder. Er ist Mitglied des Chartered Institute of Arbitrators. 2002 wurde er Bencher.  Von 2002 bis 2004 war er Vorsitzender der Professional Negligence Bar Association und von 2005 bis 2006 Berater des Department for Constitutional Affairs.
2010 wurde er als Baron Faulks, of Donnington in the Royal County of Berkshire, zum Life Peer erhoben.

## Weitere Aktivitäten
Faulks ist Mitherausgeber der  "Local Authority Liabilities".

## Persönliches
Faulks heiratete 1990 Catherine Frances Turner. Sie haben zwei Söhne.